# Leichtathletik-Weltmeisterschaften 2023/Medaillenspiegel
Medaillenspiegel der Leichtathletik-Weltmeisterschaften 2023 in der ungarischen Hauptstadt Budapest.
Die Platzierungen sind nach der Anzahl der gewonnenen Goldmedaillen sortiert, gefolgt von der Anzahl der Silber- und Bronzemedaillen (lexikographische Ordnung). Weisen zwei oder mehr Länder eine identische Medaillenbilanz auf, werden sie alphabetisch geordnet auf dem gleichen Rang geführt.
Besonderheiten: Beim Stabhochsprung der Frauen wurden zwei Goldmedaillen vergeben, keine Silbermedaille. Beim Stabhochsprung der Männer wurden zwei Bronzemedaillen vergeben. 
| Medaillenspiegel (Endstand nach 49 Entscheidungen) | Medaillenspiegel (Endstand nach 49 Entscheidungen) | Medaillenspiegel (Endstand nach 49 Entscheidungen) | Medaillenspiegel (Endstand nach 49 Entscheidungen) | Medaillenspiegel (Endstand nach 49 Entscheidungen) | Medaillenspiegel (Endstand nach 49 Entscheidungen) |
| Platz                                              | Land                                               | Gold                                               | Silber                                             | Bronze                                             | Gesamt                                             |
| -------------------------------------------------- | -------------------------------------------------- | -------------------------------------------------- | -------------------------------------------------- | -------------------------------------------------- | -------------------------------------------------- |
| 1                                                  | Vereinigte Staaten                                 | 12                                                 | 8                                                  | 9                                                  | 29                                                 |
| 2                                                  | Kanada                                             | 4                                                  | 2                                                  | –                                                  | 6                                                  |
| 3                                                  | Spanien                                            | 4                                                  | 1                                                  | –                                                  | 5                                                  |
| 4                                                  | Jamaika                                            | 3                                                  | 5                                                  | 4                                                  | 12                                                 |
| 5                                                  | Kenia                                              | 3                                                  | 3                                                  | 4                                                  | 10                                                 |
| 6                                                  | Äthiopien                                          | 2                                                  | 4                                                  | 3                                                  | 9                                                  |
| 7                                                  | Großbritannien                                     | 2                                                  | 3                                                  | 5                                                  | 10                                                 |
| 8                                                  | Niederlande                                        | 2                                                  | 1                                                  | 2                                                  | 5                                                  |
| 9                                                  | Norwegen                                           | 2                                                  | 1                                                  | 1                                                  | 4                                                  |
| 10                                                 | Schweden                                           | 2                                                  | 1                                                  | 0                                                  | 3                                                  |
| 11                                                 | Uganda                                             | 2                                                  | –                                                  | –                                                  | 2                                                  |
| 12                                                 | Australien                                         | 1                                                  | 2                                                  | 3                                                  | 5                                                  |
| 13                                                 | Italien                                            | 1                                                  | 2                                                  | 1                                                  | 4                                                  |
| 14                                                 | Ukraine                                            | 1                                                  | 1                                                  | –                                                  | 2                                                  |
| 15                                                 | Griechenland                                       | 1                                                  | –                                                  | 1                                                  | 2                                                  |
| 15                                                 | Japan                                              | 1                                                  | –                                                  | 1                                                  | 2                                                  |
| 15                                                 | Marokko                                            | 1                                                  | –                                                  | 1                                                  | 2                                                  |
| 18                                                 | Bahrain                                            | 1                                                  | –                                                  | –                                                  | 1                                                  |
| 18                                                 | Burkina Faso                                       | 1                                                  | –                                                  | –                                                  | 1                                                  |
| 18                                                 | Dominikanische Republik                            | 1                                                  | –                                                  | –                                                  | 1                                                  |
| 18                                                 | Indien                                             | 1                                                  | –                                                  | –                                                  | 1                                                  |
| 18                                                 | Serbien                                            | 1                                                  | –                                                  | –                                                  | 1                                                  |
| 18                                                 | Venezuela                                          | 1                                                  | –                                                  | –                                                  | 1                                                  |
| 24                                                 | Polen                                              | –                                                  | 2                                                  | –                                                  | 2                                                  |
| 22                                                 | Kuba                                               | –                                                  | 1                                                  | 2                                                  | 3                                                  |
| 23                                                 | Botswana                                           | –                                                  | 1                                                  | 1                                                  | 2                                                  |
| 27                                                 | Britische Jungferninseln                           | –                                                  | 1                                                  | –                                                  | 1                                                  |
| 27                                                 | Ecuador                                            | –                                                  | 1                                                  | –                                                  | 1                                                  |
| 27                                                 | Frankreich                                         | –                                                  | 1                                                  | –                                                  | 1                                                  |
| 27                                                 | Israel                                             | –                                                  | 1                                                  | –                                                  | 1                                                  |
| 27                                                 | Kolumbien                                          | –                                                  | 1                                                  | –                                                  | 1                                                  |
| 27                                                 | Pakistan                                           | –                                                  | 1                                                  | –                                                  | 1                                                  |
| 27                                                 | Peru                                               | –                                                  | 1                                                  | –                                                  | 1                                                  |
| 27                                                 | Philippinen                                        | –                                                  | 1                                                  | –                                                  | 1                                                  |
| 27                                                 | Puerto Rico                                        | –                                                  | 1                                                  | –                                                  | 1                                                  |
| 27                                                 | Slowenien                                          | –                                                  | 1                                                  | –                                                  | 1                                                  |
| 37                                                 | Volksrepublik China                                | –                                                  | –                                                  | 2                                                  | 2                                                  |
| 37                                                 | Tschechien                                         | –                                                  | –                                                  | 2                                                  | 2                                                  |
| 39                                                 | Barbados                                           | –                                                  | –                                                  | 1                                                  | 1                                                  |
| 39                                                 | Brasilien                                          | –                                                  | –                                                  | 1                                                  | 1                                                  |
| 39                                                 | Finnland                                           | –                                                  | –                                                  | 1                                                  | 1                                                  |
| 39                                                 | Grenada                                            | –                                                  | –                                                  | 1                                                  | 1                                                  |
| 39                                                 | Katar                                              | –                                                  | –                                                  | 1                                                  | 1                                                  |
| 39                                                 | Litauen                                            | –                                                  | –                                                  | 1                                                  | 1                                                  |
| 39                                                 | Rumänien                                           | –                                                  | –                                                  | 1                                                  | 1                                                  |
| 39                                                 | Ungarn                                             | –                                                  | –                                                  | 1                                                  | 1                                                  |
| Gesamt                                             | Gesamt                                             | 50                                                 | 48                                                 | 50                                                 | 148                                                |